# Chiusi
Chiusi é uma comuna italiana da região da Toscana, província de Siena, com cerca de 8.125 habitantes. Estende-se por uma área de 58 km², tendo uma densidade populacional de 139,9 hab/km². Faz fronteira com Castiglione del Lago (PG), Cetona, Chianciano Terme, Città della Pieve (PG), Montepulciano, Sarteano.

## Demografia
| Variação demográfica do município entre 1861 e 2011                               |
|                                                                                   |
| Fonte: Istituto Nazionale di Statistica (ISTAT) - Elaboração gráfica da Wikipedia |